# Douglas DC-7
Douglas DC-7 — американский поршневой авиалайнер для линий средней и большой протяжённости. Разработан и серийно производился предприятием Douglas Aircraft Company с 1953 по 1958 год. Последний поршневой самолёт, выпущенный предприятием «Douglas». Выпущено 338 самолётов.

## Разработка самолёта

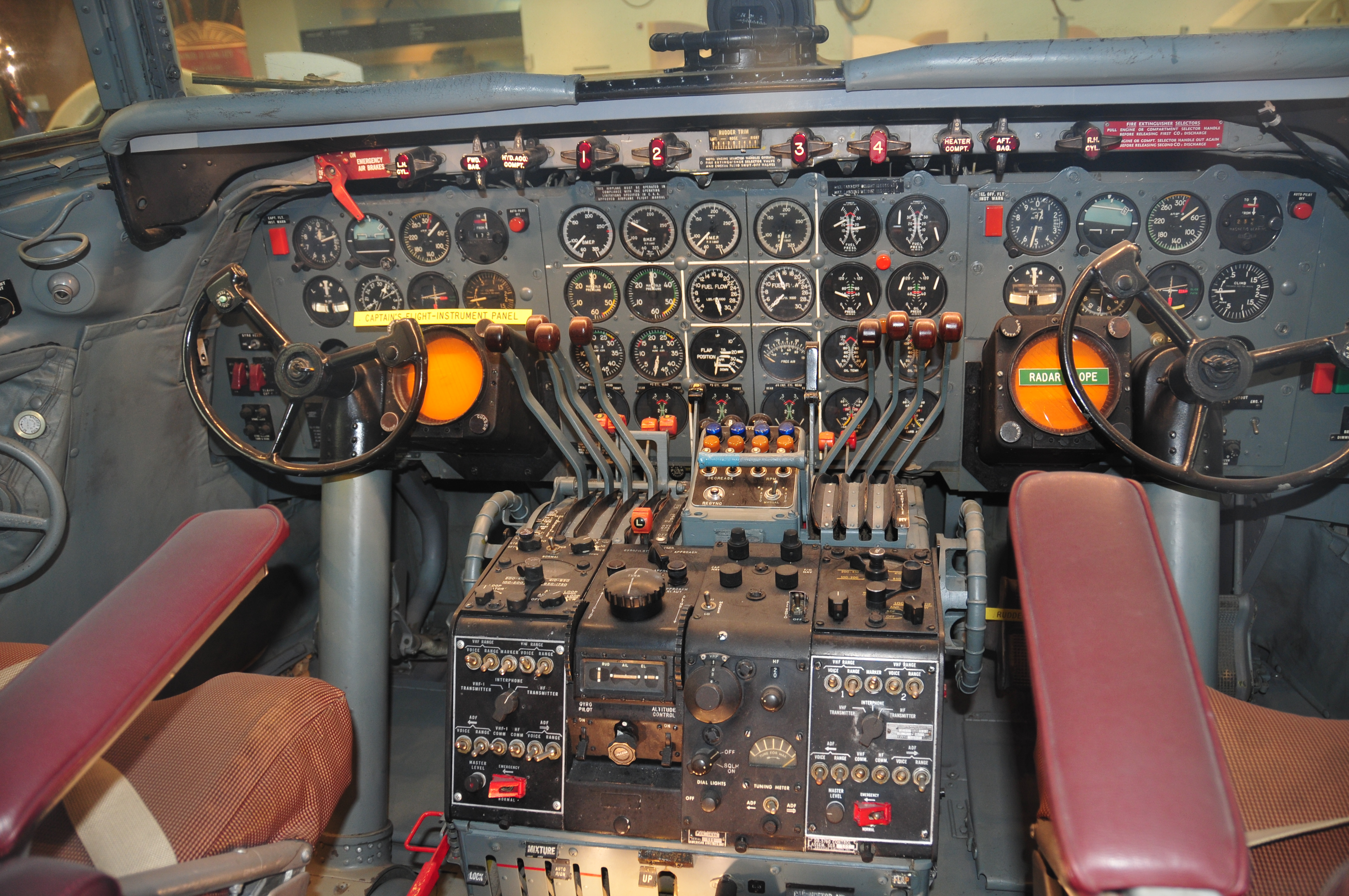
Кабина экипажа DC-7

Самолёт был разработан по заказу авиакомпании American Airlines. Целью проекта было создание самолёта для беспосадочных перелётов между восточным и западным побережьями США за время, не превышающее восемь часов (поскольку по нормативам труда лётчиков лётное время в течение суток не могло превышать 8 часов). Компания разместила твёрдый заказ на 25 машин и оплатила предприятию Douglas 40 миллионов долларов, что вполне покрыло расходы на разработку нового самолёта.
Первый полёт прототипа был выполнен в мае 1953 года. В ноябре того же года заказчик получил первый самолёт и начал регулярные беспосадочные полёты по маршруту между западным и восточным побережьями США. В ходе эксплуатации, однако, обнаружились проблемы с двигателями, что неоднократно приводило к различным задержкам и отменам рейсов.
Впоследствии производитель разработал модернизированный вариант самолёта, обозначенный DC-7B, с увеличенной мощностью двигателей и ёмкостью баков. Такие самолёты использовались, в частности, компанией South African Airways на маршруте Иоханнесбург—Лондон.

## Эксплуатация

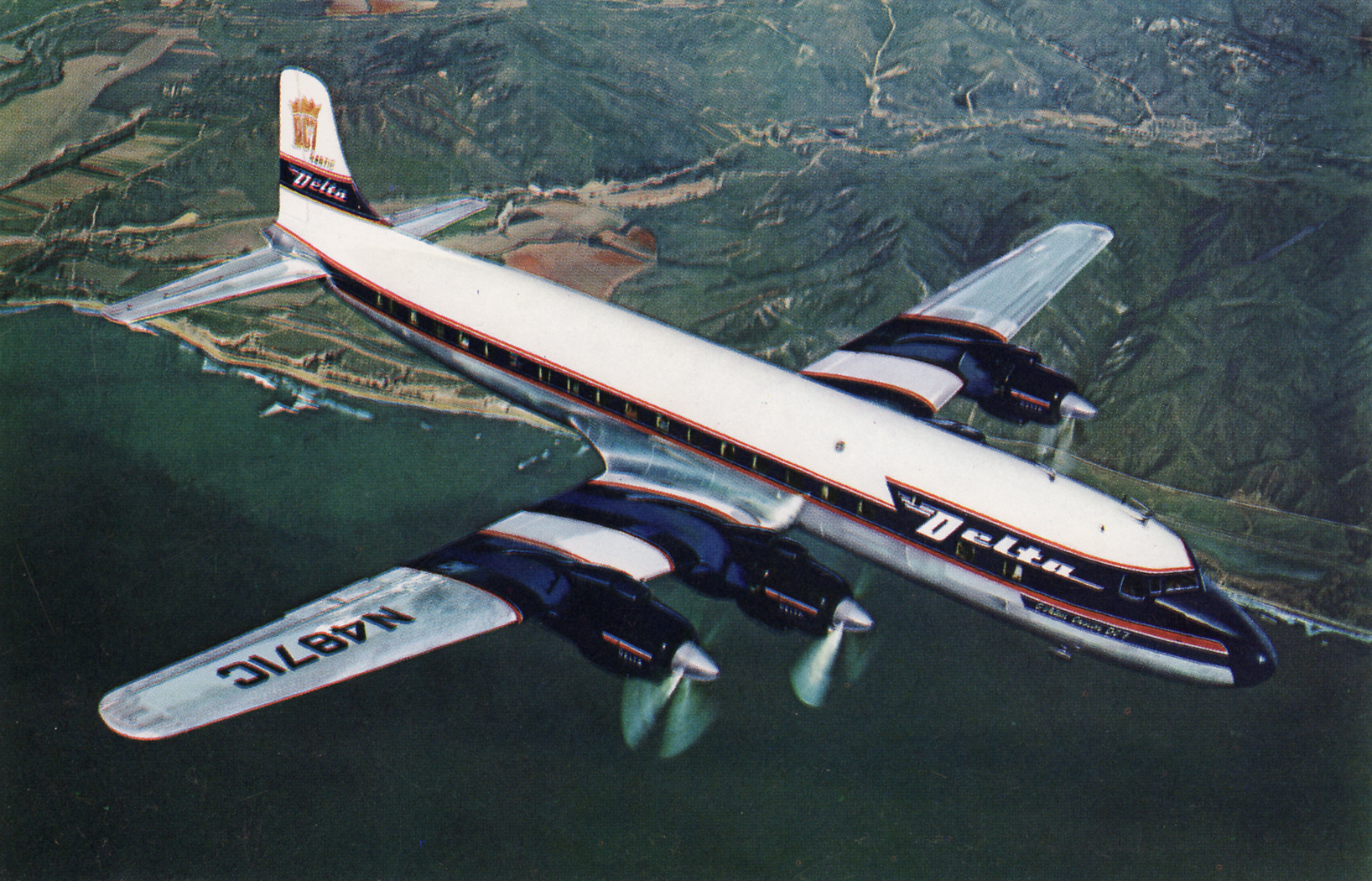
DC-7 авиакомпании Delta Air Lines

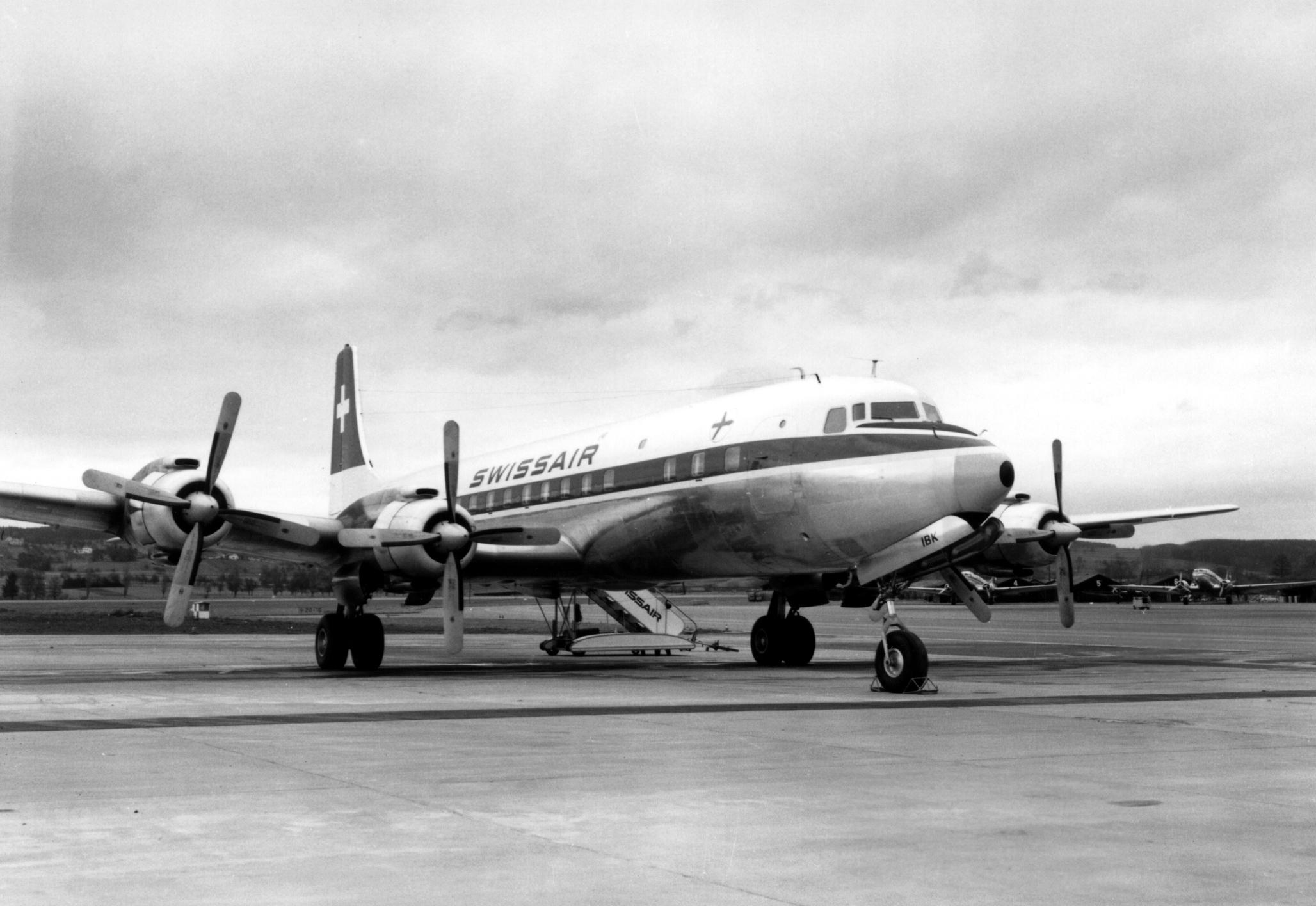
DC-7C авиакомпании Swissair

Самолёты DC-7 ранних производственных серий, по причине практической дальности полёта (недостаточной для межконтинентальных рейсов), приобретались только внутренними американскими авиаперевозчиками. Для того, чтобы привлечь европейских (и других мировых) заказчиков, в 1956 году компания разработала модификацию самолёта со значительно увеличенной дальностью — DC-7C (Seven Seas). Этот самолёт отличался и удлинённым фюзеляжем.
С конца 1940-х годов авиакомпания Pan American, а затем и другие американские авиаперевозчики, начали регулярные беспосадочные трансатлантические рейсы в Европу. При этом обнаружилась сложность их выполнения в случае обратного полёта на запад со значительным встречным ветром (при полной коммерческой загрузке). Самолёт DC-7C был первой машиной, которая смогла преодолеть это затруднение и сделать регулярные коммерческие рейсы мало зависимыми от данного фактора. Машина оказалась вполне удачной: это предопределило её популярность у авиаперевозчиков многих стран. В частности, авиакомпания SAS использовала самолёты DC-7C на трансполярных рейсах в Северную Америку и Азию. В целом DC-7C продавался успешнее, чем его главный конкурент — вступивший в эксплуатацию годом позже Lockheed L-1049 Super Constellation. Самолёт широко эксплуатировался, пока не был вытеснен первыми пассажирскими реактивными авиалайнерами США — Boeing 707 и DC-8 в 1958—1960 годах, однако отдельные экземпляры эксплуатировались вплоть до 1990-х годов.
Среди эксплуатантов самолёта были такие авиакомпании, как Aeromexico, Alitalia, American Airlines, BOAC, Braniff Airways, Caledonian Airways, Delta Air Lines, Eastern Air Lines, Japan Airlines, KLM, National Airlines, Northwest Orient, Panair do Brasil, Pan American, Sabena, SAS, South African Airways, Swissair, THY, TAI и United Airlines.
С 1959 году компания Douglas начала переделку самолётов DC-7 и DC-7C в грузовую модификацию — Douglas DC-7F.

## Лётно-технические характеристики
Технические характеристики
- Экипаж: 3-4
- Пассажировместимость: 99 — 105
- Длина: 34.21м
- Размах крыла: 38.86м
- Высота: 9.70 м
- Масса пустого: 33 005 кг
- Максимальная взлётная масса: 65 000 кг
- Силовая установка: 4 × поршневых радиальных Wright R-3350-18EA1 Turbo-Compound
- Мощность двигателей: 4 × 3400 л. с. (4 × 2535 кВт)

Лётные характеристики
- Максимальная скорость: 653 км/ч
- Крейсерская скорость: 571 км/ч
- Практическая дальность: 7410 км (7A) / 9070 км (7C)
- Практический потолок: 7600 м